# Strunzita
La strunzita és un mineral de la classe dels fosfats que pertany i dona nom al grup de la strunzita. Rep el nom en honor de Karl Hugo Strunz (Weiden a Oberpfalz, Baviera, Alemanya, 24 de febrer de 1910 - Unterwössen, Baviera, 19 d'abril de 2006), professor de mineralogia de la Technische Universität de Berlín.

## Característiques
La strunzita és un fosfat de fórmula química Mn²⁺Fe³⁺₂(PO₄)₂(OH)₂(H₂O)₆. Cristal·litza en el sistema triclínic. La seva duresa a l'escala de Mohs és 4.
Segons la classificació de Nickel-Strunz, la strunzita pertany a «08.DC: Fosfats, etc, només amb cations de mida mitjana, (OH, etc.):RO₄ = 1:1 i < 2:1» juntament amb els següents minerals: nissonita, eucroïta, legrandita, strashimirita, arthurita, earlshannonita, ojuelaïta, whitmoreïta, cobaltarthurita, bendadaïta, kunatita, kleemanita, bermanita, coralloïta, kovdorskita, ferristrunzita, ferrostrunzita, metavauxita, metavivianita, beraunita, gordonita, laueïta, mangangordonita, paravauxita, pseudolaueïta, sigloïta, stewartita, ushkovita, ferrolaueïta, kastningita, maghrebita, nordgauïta, tinticita, vauxita, vantasselita, cacoxenita, gormanita, souzalita, kingita, wavel·lita, allanpringita, kribergita, mapimita, ogdensburgita, nevadaïta i cloncurryita.

## Formació i jaciments
Va ser descrita a partir de mostres recollides a la pegmatita Hagendorf South, a Waidhaus, dins el districte de Neustadt an der Waldnaab (Alt Palatinat, Baviera, Alemanya). Tot i tractar-se d'una espècie no gaire habitual ha estat descrita en tots els continents del planeta a excepció de l'Antàrtida. Als territoris de parla catalana ha estat descrita a les pegmatites de Cotlliure i d'Argelès-sur-Mer, totes dues localitats al Rosselló (Catalunya Nord).